# Земунски клан
Земунски клан (2000—2003) била је организована криминална група која је основана у Земуну. Клан се бавио свим криминалним радњама: изнудама (рекет), продајом наркотика, крађом аутомобила, отмицама и убиствима.

## Почетак оснивања клана и успон
Такозвани "Земунски клан" настао је у београдској општини Земун, где је у то време  велики криминални кредибилитет имао  Сурчински клан и његов главни члан Љубиша Буха звани "Чуме". Клан је у почетку имао два члана то су били Душан Спасојевић звани "Шиптар" и Миле Луковић звани "Кум". Клан се у почетку бавио ситним криминалом крађом аутомобила и продајом наркотика. Моћ клана је из дана у дан расла, повезаност полиције и криминалне групе је функционисала јако успешно. Познанство са Милорадом Улемеком Легијом је Земунском клану дало још већи ауторитет и моћ. Главни члан Земунског клана је новац делио члановима у зависности од тога колико је ко допринео успешности операције.
Душан Спасојевић је за клан имао посебну реч, "фирма", која је уједно била шифра за разговор преко телефона, који су били праћени од стране БИА. Царство Земунског клана је уједно значило и склањање других кланова са улица. Шифра коју је користио Душан Спасојевић приликом припреме ликвидација била је: "Иде за Канаду".

## Шилерова
Шилерова улица у Земуну је била главно седиште земунског клана. Градња виле је трајала 3 године. У  Шилерову улицу долазили су политичари, министри, њихови саветници, вође опозиционих странака у то време, певачице, глумице. Многи су ту долазили због провода, а већина тражећи неку врсту помоћи или сарадње. Грађење виле у Шилеровој улици је означавало улазак велике количине новца у грађење базена и раскошних салона. Предузетник који је преузео посао градње  увидео је да је  у питању велики новац и да би било добро да се укључи и заврши изградњу. Предузетнику је, у почетку, новац исплаћиван уредно, све до оног тренутка када је почео са пробијањем рокова за изградњу правдајући то тиме да му је потребно више новаца како би завршио радове.
Реченица која је употребљена у злочиначком жаргону је била: "Ти си рекао да ћеш да завршиш и има да завршиш". Предузетник је морао да уложи сопствени новац и њиме плаћа радове уместо инвеститора. Дрога се продавала у вили где су касније чланови клана доносили сав новац.
Иначе, рушење здања у Шилеровој због незаконите градње почело је 13. марта у 14 часова и трајало је до 27. марта 2003. Сада је остао плац, чија се вредност процењује на око 1.200.000 евра.
У јавности су кружиле приче о фамозним снимцима из Шилерове, али никада ни један од тих снимака није објављен иако је део тих снимака сачуван.

## Отмице
Земунски клан је увидео да највише новца доносе отмице. Њихове главне мете су били људи са великим капиталом и угледом. Највећа отмица која им је донела највише новца била је отмица Мирослава Мишковића у којој су узели око 10 милиона марака. Отмице су рађене са великом опрезношћу. Новац је морао бити у спортској торби и бачен негде на ауто-путу, где би одређени члан пратио возило које је превозило новац. Позив са телефона би означавао још новца или промена локације где новац треба да се остави. Сарадник Мирослава Мишковића је у то време био Милан Спасојевић који је био веома уплашен да је преко телефона којим су му јављали где да вози били веома безобзирни. Милан Спасојевић је возио чак до Хрватске границе где би му рекли да се враћа назад за Београд и када би стигао до Београда, звали би опет и рекли да је јавио полицији и да ће убити Мирослава Мишковића ако нешто покуша. Одлазак до Београда и поново враћање на ауто-пут је било психички исцрпљујуће за Милана. У књизи Милета Новаковића "Отмице Земунског клана" су детаљно описане отмице.
| Жртва                   | Старост      | Датум отмице | Место отмице                          | Трајање отмице | Плаћени износ              | Напомена |
| ----------------------- | ------------ | ------------ | ------------------------------------- | -------------- | -------------------------- | --- |
| Новак Стеванић          | 17           | 22.8.1997.   | центар Београда                       | 1 дан          | 60.000 ДЕМ и 4,5 кг накита | Претучен; након још неколико месеци претњи, извршио самоубиство                                                                                             |
| Срђан Јовчић            | ?            | јун 2000.    | Батајница                             | 3 дана         | 90.000 ДЕМ                 | Претучен, мучен струјним шоковима и упуцан |
| Предраг Ранковић Пецони | 38           | јесен 2000.  | ?                                     | ?              | 500.000 ДЕМ                | |
| Вук Бајрушевић          | 27           | 7.11.2000.   | Баново Брдо, Београд                  | 20 дана        | 1,5 милиона ДЕМ            | Претучен |
| Стефан Живојиновић      | 8            | 23.11.2000.  | Бежанијска коса, Београд              | 8 дана         | 2,5 милиона ДЕМ            | Син бившег тенисера Слободана и Лепе Брене; иако је ова отмица веома личила на друге, остало је нејасно да ли ју је починио клан                            |
| Драгослав Вуковић       | ?            | 9.1.2001.    | Нови Сад                              | 1 дан          | 2 милиона ДЕМ              | Након ове отмице, припадници клана су почели да користе тзв. „специјале” – мобилне телефоне за искључиво међусобну комуникацију током вршења једног злочина |
| Миленко Алексић         | ?            | 15.1.2001.   | Суботица                              | 1 дан          | -                          | Директор „Интершпеда”; сурово претучен па ослобођен уз обећање да ће исплатити 150.000 ДЕМ                                                                  |
| Светозар Обрадовић      | 27           | 30.1.2001.   | ауто-пут, код Земун Поља              | 1 дан          | -                          | Ослобођен уз обећање да ће исплатити 500.000 ДЕМ |
| Милош Јефтић            | ?            | март 2001.   | Земун                                 | неколико сати  | аутомобил „БМВ”            | Претучен |
| Марко Мишковић          | 19           | 29.3.2001.   | ауто-пут, од аеродрома до Н. Београда | -              | -                          | Син Мирослава Мишковића; неуспела отмица |
| Саша Пешић              | ?            | 30.3.2001.   | Земун                                 | неколико сати  | 11.000 ДЕМ                 | Изнуђени износ за грађевинске радове које је Пешић хтео да наплати                                                                                          |
| Мирослав Мишковић       | 55           | 9.4.2001.    | Нови Београд, блок 33                 | 1 дан          | 7 милиона ДЕМ              | Власник „Делта холдинга” |
| Милија Бабовић          | 39           | 24.3.2002.   | Јужни булевар, Београд                | 40 дана        | 10,5 милиона €             | Власник „Верано моторса”; након покушаја бекства, сурово мучен                                                                                              |
| Суад Мусић              | ?            | дец. 2002.   | Трг Славија, Београд                  | 15 дана        | 400.000 €                  | Брутално мучен |
| Укупно новца            | Укупно новца | Укупно новца | Укупно новца                          | Укупно новца   | око 17,9 милиона €         | |

## Неуспешан одлазак за Колумбију
У Паризу, где су се чланови опуштали и коцкали, био је спреман полазак за Колумбију. Желели су да купе кокаин од Колумбијаца како би га продавали у Европи и зарадили огроман новац. Карте су биле резервисане и кренули су на авион. Међутим, српска полиција је добила дојаву да су Земунци на аеродрому у Француској где их је француска полиција ухапсила због фалсификованих пасоша.

## Убиство премијера и пад Земунског клана
Припадници Земунског клана су дана 12. марта 2003. године извршили убиство премијера Србије Зорана Ђинђића. Дан касније, 13. марта је у новинама и медијима осванула потерница где су били сви чланови Земунског клана. Покренута је операција Сабља која је успешно спроведена од стране полиције и жандармерије. Потрага и потера за вођама Земунског клана је трајала 14 дана, када је добијена дојава да се главни чланови налазе у сеоској кући у Мељаку. Вође клана Душан Спасојевић и Миле Луковић су убијени јер су први припуцали на припаднике Специјалне антитерористичке јединице.

## Суђења
Поред процеса за убиство премијера Зорана Ђинђића, припадницима Земунског клана се у другом посебном процесу судило за 17 убистава, 3 отмице и два терористичка напада.
Убиства за која им се судило:
| Ред. бр. | Датум               | Место    | Убијени                            |
| -------- | ------------------- | -------- | ---------------------------------- |
| 1.       | 20. март 2000.      | Београд  | Бранислав Лаиновић                 |
| 2—3.     | 27. април 2000.     | Београд  | Зоран Ускоковић и Милош Стевановић |
| 4.       | 5. јул 2000.        | Београд  | Тодор Гардашевић                   |
| 5.       | 20. новембар 2000.  | Београд  | Срђан Љујић                        |
| 6.       | 7. децембар 2000.   | Нови Сад | Велибор Иличић                     |
| 7.       | 27. децембар 2000.  | Београд  | Жељко Бодиш                        |
| 8.       | 3. август 2002.     | Београд  | Ивица Николић                      |
| 9.       | 21. август 2002.    | Београд  | Горан Трајковић                    |
| 10—11.   | 27. септембар 2002. | Београд  | Средоја Шљукић и Зоран Шљукић      |
| 12—13.   | 5. октобар 2002.    | Београд  | Јован Гузијан и Раде Цветић        |
| 14.      | 7. новембар 2002.   | Београд  | Ивица Јовановић                    |
| 15.      | 25. новембар 2002.  | Београд  | Александар Ристић                  |
| 16—17.   | 26. новембар 2002.  | Београд  | Жељко Шкрба и Ненад Батоћанин      |

Отмице за које им се судило:
| Ред. бр. | Датум             | Место   | Отети                 |
| -------- | ----------------- | ------- | --------------------- |
| 1.       | 6. новембар 2000. | Београд | Вук Бајрушевић        |
| 2.       | 24. март 2002.    | Београд | Милија Бабовић        |
| 3.       | 12. јун 2002.     | Београд | Слободан Радосављевић |
| 4.       | јануар 2003.      | Београд | Сувад Мусић           |

Терористички напади за које им се судило:
| Ред. бр. | Датум              | Место   | Нападнути             |
| -------- | ------------------ | ------- | --------------------- |
| 1.       | 28. фебруар 2002.  | Београд | просторије ДСС-а      |
| 2.       | 21. децембар 2002. | Београд | предузеће Дифенс Роуд |

У трећем процесу припадницима Земунског клана се судило за три отмице — Драгослава Вуковића, Миленка Алексића и Мирослава Мишковића и једну изнуду од Саше Пешића.
Отмице и изнуда за које им се судило:
| Ред. бр. | Датум            | Место    | Отети             |
| -------- | ---------------- | -------- | ----------------- |
| 1.       | 9. јануар 2001.  | Нови Сад | Драгослав Вуковић |
| 2.       | 15. јануар 2001. | Суботица | Миленко Алексић   |
| 3.       | 30. март 2001.   | Београд  | Саша Пешић        |
| 4.       | 9. април 2001.   | Београд  | Мирослав Мишковић |

## Пресуде
Припадницима Земунског клана изречене су три групне пресуде, једна за убиство премијера Зорана Ђинђића, друга за 17 убиства, 3 отмице и два терористичка напада и трећа за 3 отмице и једну изнуду.
| Казне за убиство премијера Ђинђића  | Казне за 17 убистава и отмице       | Казне за отмице и изнуду         |
| ----------------------------------- | ----------------------------------- | -------------------------------- |
| Милорад Улемек — 40 година          | Милорад Улемек — 40 година          |                                  |
| Звездан Јовановић — 40 година       |                                     |                                  |
| Александар Симовић — 35 година      | Александар Симовић — 35 година      | Александар Симовић — 8 година    |
| Владимир Милисављевић — 35 година   | Владимир Милисављевић — 40 година   | Владимир Милисављевић — 7 година |
| Нинослав Константиновић — 35 година |                                     |                                  |
| Милош Симовић — 30 година           | Милош Симовић — 40 година           | Милош Симовић — 8 година         |
| Милан Јуришић (Јуре) — 30 година    | Милан Јуришић (Јуре) — 15 година    | Милан Јуришић (Јуре) — 2 године  |
| Сретко Калинић — 30 година          | Сретко Калинић — 40 година          |                                  |
| Бранислав Безаревић — 30 година     |                                     |                                  |
| Душан Крсмановић — 20 година        | Душан Крсмановић — 15 година        | Душан Крсмановић — 1.5 година    |
| Жељко Тојага — 15 година            |                                     |                                  |
| Саша Пејаковић — 8 година           |                                     |                                  |
|                                     | Никола Бајић — 35 година            | Никола Бајић — 1.5 година        |
|                                     | Ђорђе Славковић — 35 година         |                                  |
|                                     | Милан Глишовић — 32 године          |                                  |
|                                     | Милан Јуришић (Јуришко) — 30 година |                                  |
|                                     | Дарко Милићевић — 13 година         |                                  |
|                                     | Миломир Каличанин — 10 година       |                                  |
|                                     | Селман Хамидовић — 10 година        |                                  |
|                                     | Далибор Нишавић — 9 година          |                                  |
|                                     | Слободан Пажин — 6 година           |                                  |
|                                     | Саша Петровић — 5 година            |                                  |
|                                     | Дарко Милић — 5 година              |                                  |
|                                     | Драган Миладиновић — 5 година       |                                  |
|                                     | Милан Дрча — 5 година               |                                  |
|                                     | Милан Јовановић — 5 година          |                                  |
|                                     | Срећко Трајковић — 4.5 године       |                                  |
|                                     | Бојан Долић — 4.5 године            |                                  |
|                                     | Слободан Ковчић — 4 године          |                                  |
|                                     | Тони Гаврић — 3 године              |                                  |
|                                     | Предраг Малетић — ослобођен         |                                  |
|                                     |                                     | Ненад Опачић — 3 године          |

## Серијал Земунски клан
Емисија досије коју води Машан Лекић је направила серијал где је приказан успон и пад Земунског клана. Идеш за Канаду је направљена песма од стране реп групе ТХЦФ која има милионске прегледе на Јутјубу.

## Контроверзе
У јануару 2017. године политичар Велимир Илић је показао новинарима фотографије на којима се налазе министар здравља Златибор Лончар и Душан Спасојевић, што је изазвало велику пажњу медија. КРИК је поставио питање министру, а министар није дао одговор зашто је купио стан од супруге Сретка Калинића 2002. године.

## Чланови

### Главни људи
- Душан Спасојевић − "Шиптар, Дућа" (1968—2003)
- Миле Луковић − "Кум" (1969—2003)
- Милорад Улемек − "Легија, Цема, Миша, Шарени" (1968—)
- Лука Бојовић -"Пекар" (1973—)

### Остали познати чланови
- Звездан Јовановић - "Звеки, Змија"
- Владимир Милисављевић − "Влада Будала"
- Сретко Калинић − "Бели, Звер"
- Дејан Миленковић − "Багзи"
- Милош Симовић - "Миша, Мишко"
- Александар Симовић - "Аца"
- Нинослав Константиновић − "Нино"
- Милан Јуришић − "Јуре"
- Душан Крсмановић
- Ђорђе Крсмановић
- Жељко Миловановић -"Летач, Ветар "
- Синиша Петрић − "Зеница"
- Миладин Сувајџић − "Ђура Мутави"
- Александра Шекуларац − "Биба"
- Зоран Вукојевић − "Вук"
- Млађан Мићић − "Пацов"
- Никола Бајић − "Баја"
- Марко Петровић − "Мамица"
- Жељко Михајловић − "Црногорац"